# Vladimir Kroutov
Temple de la renommée de l'IIHF : 2010
Temple de la renommée russe : 2011 en hockey sur glace
Vladimir Ievguenievitch Kroutov - en russe Владимир Евгеньевич Крутов et en anglais Vladimir Krutov - (né le 1er juin 1960 Moscou en URSS - mort le 6 juin 2012 à Moscou) est un joueur professionnel russe de hockey sur glace. Il est le père d'Alekseï Kroutov.

## Carrière de joueur
Il a été l'un des trois membres de la fameuse ligne KLM, avec ses compatriotes Sergueï Makarov et Igor Larionov. Avec sa sélection, il remporte deux titres olympiques en 1984 et 1988, une médaille d'argent en 1980, une Coupe Canada en 1981 et cinq titres mondiaux (1981,1982,1983,1986 et 1989).
Il est choisi par les Canucks de Vancouver au cours du repêchage d'entrée dans la LNH 1986 en 12e ronde (238e choix) mais sa carrière dans la Ligue nationale de hockey ne dure pas et il rentre en Europe après une année pour jouer dans différents championnats dont la Suisse pour ZSC Lions et la Suède.
Il meurt au début du mois de juin 2012, dans une clinique moscovite à l'âge de 52 ans, d'une hémorragie interne provoquée, selon l'agences de presse russe RIA Novosti, par une cirrhose du foie.

## Palmarès
- Jeux olympiques d'hiver
  - Jeux olympiques d'hiver de 1980
    -  Médaille d'argent

  - Jeux olympiques d'hiver de 1984
    -  Médaille d'or

  - Jeux olympiques d'hiver de 1988
    -  Médaille d'or
- Championnat du monde de hockey
  -  Champion du monde de hockey 1981
  -  Champion du monde de hockey 1982
  -  Champion du monde de hockey 1983
  -  Champion du monde de hockey 1986
  -  Champion du monde de hockey 1989
  -  Champion du monde de hockey 1990
  -  Médaille d'argent 1987
  -  Médaille de bronze 1985
- Coupe Canada
  - Vainqueur en Coupe Canada 1981

## Statistiques
| Saison     | Équipe               | Ligue      |    | Saison régulière | Saison régulière | Saison régulière | Saison régulière | Saison régulière |   | Séries éliminatoires | Séries éliminatoires | Séries éliminatoires | Séries éliminatoires | Séries éliminatoires |
| Saison     | Équipe               | Ligue      | PJ | B                | A                | Pts              | Pun              | PJ               | B | A                    | Pts                  | Pun                  |                      |                      |
| 1977-1978  | CSKA Moscou          | URSS       | 1  | 0                | 0                | 0                | 0                |                  |   |                      |                      |                      |                      |                      |
| 1978-1979  | CSKA Moscou          | URSS       | 24 | 8                | 3                | 11               | 6                |                  |   |                      |                      |                      |                      |                      |
| 1979-1980  | CSKA Moscou          | URSS       | 40 | 30               | 12               | 42               | 16               |                  |   |                      |                      |                      |                      |                      |
| 1980-1981  | CSKA Moscou          | URSS       | 47 | 25               | 15               | 40               | 20               |                  |   |                      |                      |                      |                      |                      |
| 1981-1982  | CSKA Moscou          | URSS       | 46 | 37               | 29               | 66               | 30               |                  |   |                      |                      |                      |                      |                      |
| 1982-1983  | CSKA Moscou          | URSS       | 44 | 32               | 21               | 53               | 34               |                  |   |                      |                      |                      |                      |                      |
| 1983-1984  | CSKA Moscou          | URSS       | 44 | 37               | 20               | 57               | 20               |                  |   |                      |                      |                      |                      |                      |
| 1984-1985  | CSKA Moscou          | URSS       | 40 | 23               | 30               | 53               | 26               |                  |   |                      |                      |                      |                      |                      |
| 1985-1986  | CSKA Moscou          | URSS       | 40 | 31               | 17               | 48               | 10               |                  |   |                      |                      |                      |                      |                      |
| 1986-1987  | CSKA Moscou          | URSS       | 39 | 26               | 24               | 50               | 16               |                  |   |                      |                      |                      |                      |                      |
| 1987-1988  | CSKA Moscou          | URSS       | 38 | 19               | 23               | 42               | 20               |                  |   |                      |                      |                      |                      |                      |
| 1988-1989  | CSKA Moscou          | URSS       | 35 | 20               | 21               | 41               | 12               |                  |   |                      |                      |                      |                      |                      |
| 1989-1990  | Canucks de Vancouver | LNH        | 61 | 11               | 23               | 34               | 20               | -                | - | -                    | -                    | -                    |                      |                      |
| 1990-1991  | ZSC Lions            | LNA        | 1  | 0                | 1                | 1                | 0                | 3                | 4 | 6                    | 10                   | 0                    |                      |                      |
| 1991-1992  | ZSC Lions            | LNA        | 28 | 13               | 19               | 32               | 4                | 6                | 4 | 3                    | 7                    | 4                    |                      |                      |
| 1992-1993  | Östersunds IK        | Division 2 | 27 | 9                | 9                | 18               | 31               | -                | - | -                    | -                    | -                    |                      |                      |
| 1993-1994  | Östersunds IK        | Division 1 | 27 | 9                | 9                | 18               | 31               | -                | - | -                    | -                    | -                    |                      |                      |
| 1994-1995  | Östersunds IK        | Division 1 | 27 | 9                | 9                | 18               | 31               | -                | - | -                    | -                    | -                    |                      |                      |
| 1995-1996  | Brunflo IK           | Division 2 | 18 | 7                | 9                | 16               | 6                | -                | - | -                    | -                    | -                    |                      |                      |
| Totaux LNH | Totaux LNH           | Totaux LNH | 61 | 11               | 23               | 34               | 20               |                  |   |                      |                      |                      |                      |                      |